# 小池勝
小池 勝（こいけ まさる）は、日本の機械工学者。大阪工業大学工学部機械工学科元教授。元人力飛行機プロジェクトチーム技術顧問。博士（工学）（九州大学）。
日本機械学会・日本航空宇宙学会元商議員。日本模型航空連盟フリーフライト委員会元学術委員。
専門は、航空機械工学・自動車工学（特に、空気力学・空力弾性学）。

## 略歴
1977年大阪府立大学工学部（現：大阪公立大学工学部）卒業。1979年同大学大学院機械工学専攻修士課程修了。三菱自動車工業に入社し、乗用車技術などの研究開発に従事し、1998年博士（工学）（九州大学）。明石工業高等専門学校教授を経て、2010年大阪工業大学機械工学科教授。2018年大阪工業大学退官。
大阪工業大学人力飛行機プロジェクトチーム技術顧問も務め、機械工学科生らが所属する同チームが読売テレビ主催「第38回鳥人間コンテスト2015」（人力プロペラ機ディスタンス部門）で独自の1枚ブレードプロペラ機で第3位を受賞している。
一方、自身もフリーフライトの個人競技者として、大阪府立大学在学時の1975年からフリーフライト競技大会に参加し、2014年フリーフライト日本選手権F1Bで第3位、2015年には世界選手権に日本代表として参加し、F1Bで第39位だった 。
主な所属学会は、日本機械学会、日本航空宇宙学会、自動車技術会。

## 主な研究
- ハンドランチグライダーの空力性能
- 空気の流れを巧みに操る飛行技術[4]
- 空中撮影用無人小型航空機(ドローン)の新コンセプト
- フリーフライト機の翼の空気力学
- 自動車の空気抵抗低減装置の開発
- 電気自動車(EV)を題材にした機械工学PBL教育について[5]

航空工学・自動車工学の対外啓蒙活動として、NHK Eテレ「すイエんサー：知力の格闘技 西日本マイスター対決 完結編」(2016年11月15日放送)で工作技術のゲスト解説者を務めている。また、高校生向けには高槻高等学校(2016) 、
大阪府立生野高等学校(2013)、関西大倉高等学校(2014)で出張授業を行っている。小学生向けには、大阪工業大学の地域の子供向けのイベント「工作実感フェア」 2012で「SKY KIDS号によるこども模型飛行機教室」の講師を務めている。